# Удотов, Константин Антонович
Константин Антонович Удо́тов (1901—1960) — советский инженер-технолог сварочного производства.

## Биография
С 1930-х годах работал в сварочной лаборатории и в отделе сварки ЦНИИТМАШа.
Во время Великой Отечественной войны участвовал в разработке технологии сварочных материалов и оборудования для автоматической сварки под флюсом и их внедрению в производство боеприпасов.
С 1940-х годах — начальник отдела сварки ЦНИИТМАШа.
Редактор журнала «Сварочное производство».
Соавтор и редактор книги: Вопросы теории сварочных процессов [Текст] : [Сборник статей] / [Отв. ред. К. А. Удотов]. — Москва : изд-во и 1-я тип. Машгиза, 1948 (Ленинград). — 368 с. : ил.; 23 см. — (Центральный научно-исследовательский институт технологии и машиностроения «ЦНИИТМаш» / М-во тяжелого машиностроения СССР; Кн. 14).
Умер в 1960 году. Похоронен в Москве на Новодевичьем кладбище.

## Награды и премии
- Сталинская премия третьей степени (1951) — за создание и усовершенствование аппаратуры для автоматизации электродуговой сварки